# Maszyna arkuszowa
Maszyna arkuszowa – maszyna drukarska, w której podłoże drukowe jest podawane na maszynę ze stosu arkuszy o określonych wymiarach.
Maszyny tego typu należą do wielu kategorii – mogą to być zarówno maszyny płaskie jak i rotacyjne.
Głównym ograniczeniem maszyn arkuszowych wynikającym z ich budowy jest możliwość stosowania podłoży drukowych dostatecznie sztywnych, co w praktyce przekłada się na ograniczenie „od dołu” ich gramatury. Podłoża cieńsze mogą być podawane tylko ze zwoju, a więc tylko na maszyny zwojowe. Innym ograniczeniem maszyn arkuszowych jest ich niższa prędkość drukowania wynikająca z sekwencyjnego sposobu podawania podłoża na maszynę (w odróżnieniu od ciągłego w maszynach zwojowych).
Natomiast wielką zaletą maszyn arkuszowych jest krótki czas ich rozpędzania, podczas którego marnuje się zaledwie kilka arkuszy, co umożliwia spokojne i bardzo dokładne ustawienie tych maszyn, podczas którego można je wielokrotnie włączać i wyłączać, bez reżimu czasowego maszyn zwojowych, których po uruchomieniu nie zatrzymuje się już, a wszelkie ustawienia wykonuje tam na zużywającym się podłożu. Tak więc maszyny arkuszowe umożliwiają druk bardzo niskich nakładów.